# Szomek
A szomek (hangul: 소맥, RR: somaek) Dél-Koreában népszerű kevert ital, melyet közvetlenül fogyasztás előtt készítenek el. A szó összetétel, az égetett szesz szodzsu (소주, soju) és a mekcsu (맥주, maekju), azaz  a sör keverékére utal.

## Készítése
A két italt többféleképpen lehet keverni, attól függen, milyen erős italt akarnak készíteni. A „tökéletes arányról” megoszlik a koreaiak véleménye. A keveréshez több vagy kevesebb szodzsu (soju)t öntenek a pohár aljára, majd felöntik sörrel. A baráti, munkahelyi összejöveteleken népszerű módja az ital elkészítésének a söröspoharak egymás mellé sorakoztatása, melyek tetejére helyezik a kisebb, féldecis szodzsu (soju)poharakat, majd dominóként meglökve őket, a sörbe borítják az égetett szeszt.